# 哥頓軍營

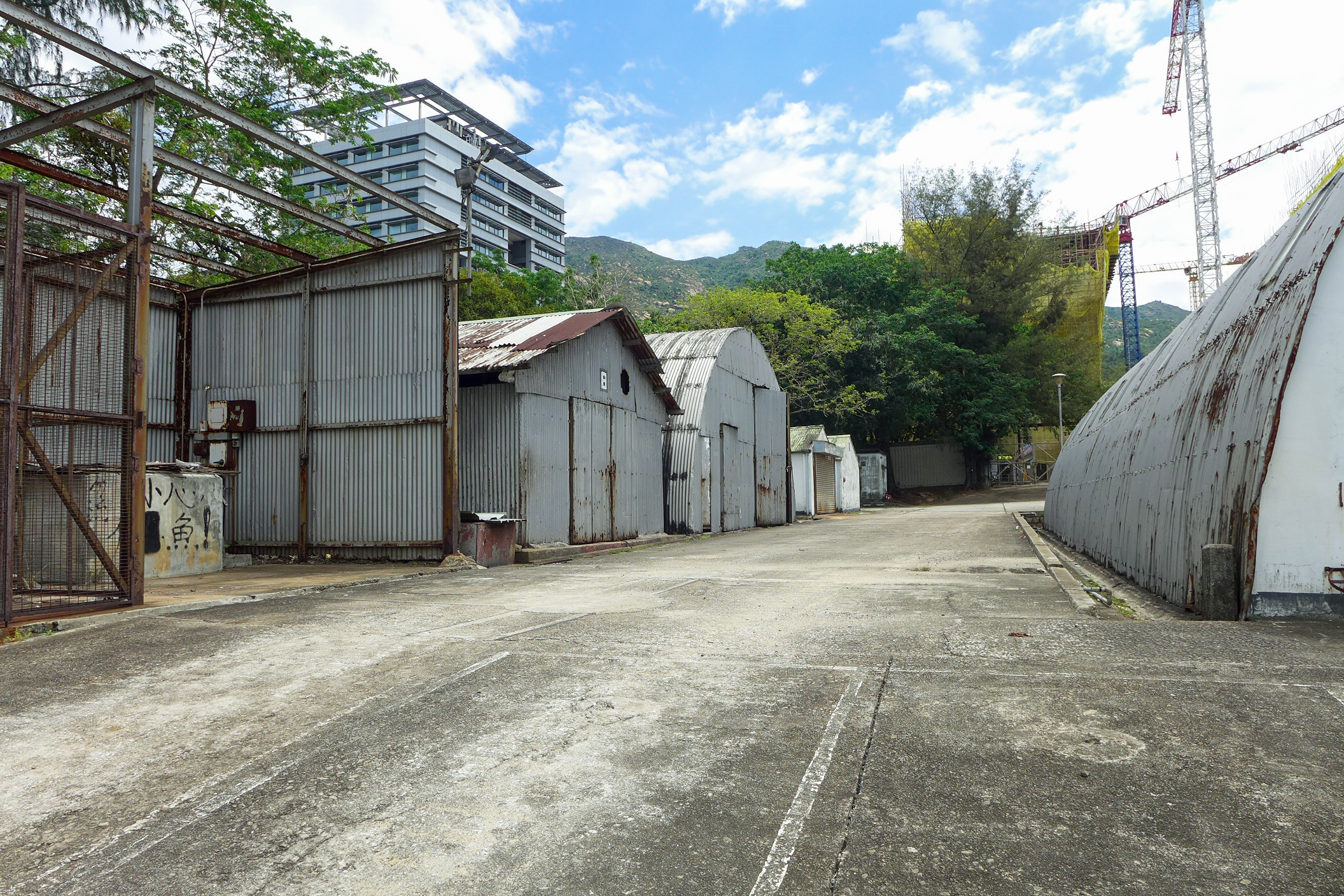
2015年從新咖啡灣望向哥頓軍營，原有多間半圓頂的鐵皮屋在2016年拆卸

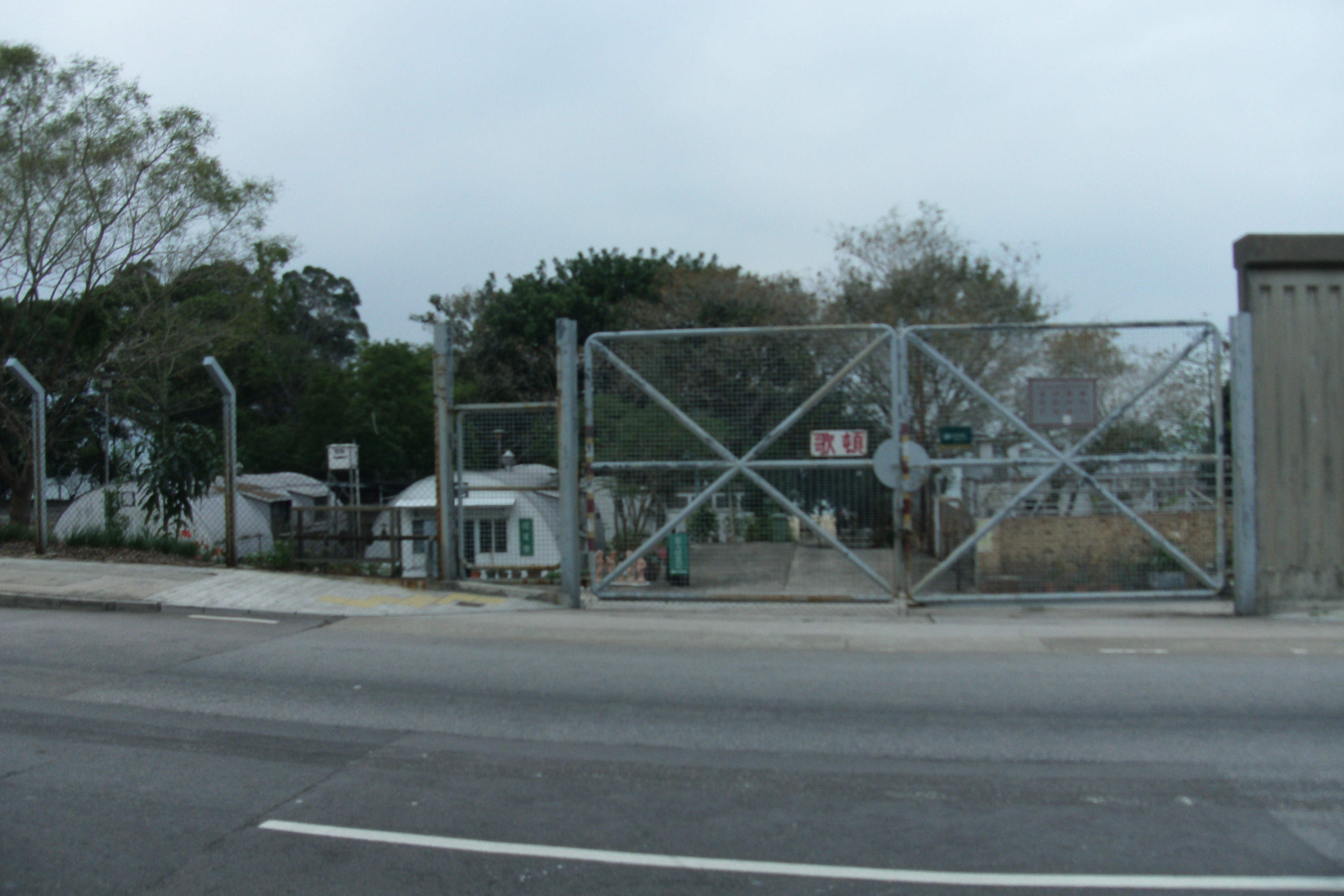
從青山公路望向哥頓軍營

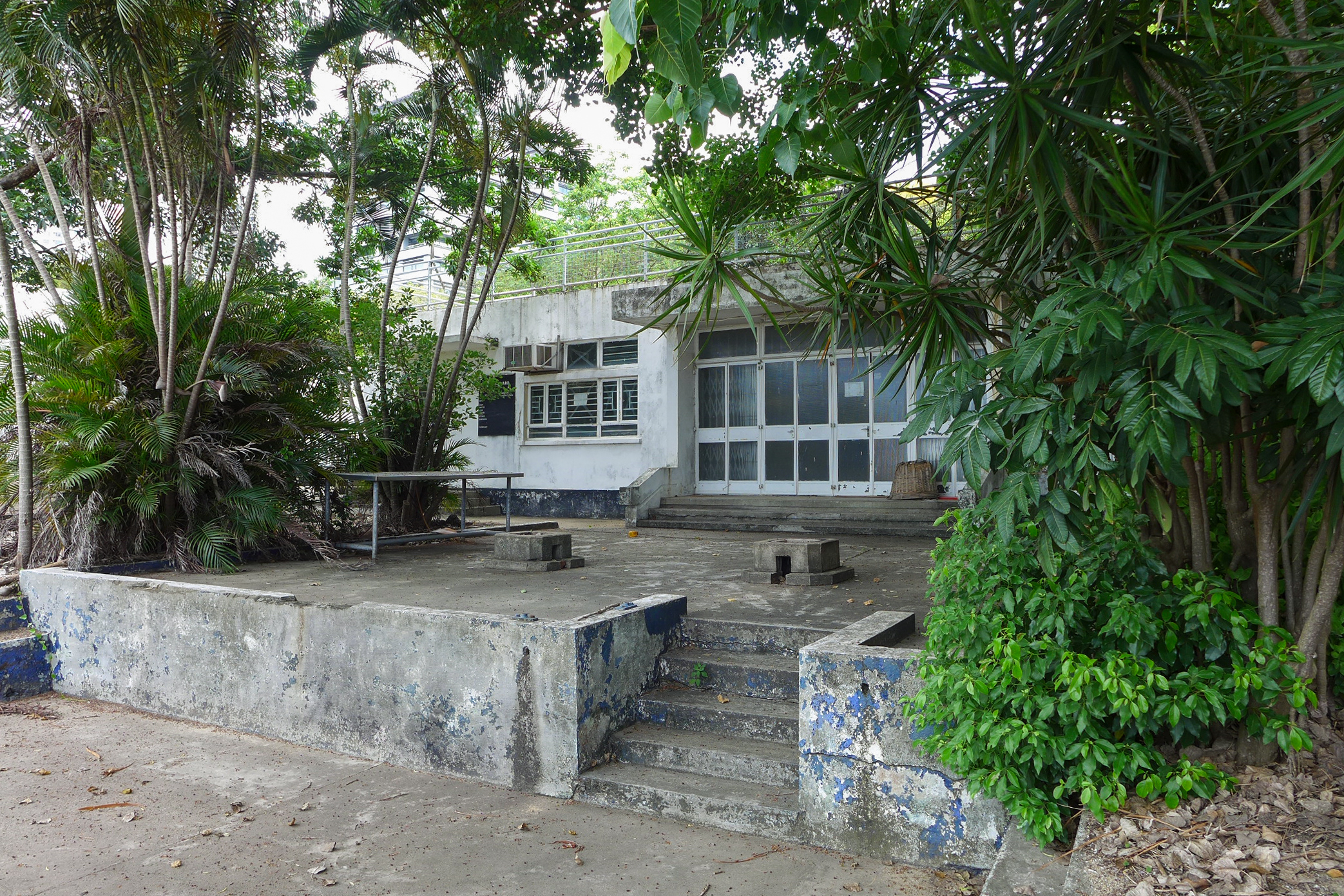
哥頓軍營建築物

哥頓軍營（又稱下掃管軍營），是香港停止運作的軍營，範圍包括新界屯門區青山公路掃管笏近新咖啡灣，約1933年建成。軍營一直由女王直屬啹喀工兵駐守，到1994年交還政府而關閉。

## 歷史
部分土地曾用作漁護署沙洲及龍鼓洲海岸公園辦事處，其他仍然空置。其中鄰近珠海學院的 Watervale House 當時為高級私人住宅，英軍曾在1949年至1950年間兩度徵用，到1994年因軍隊規模縮減關閉。
2016年，本建築物入選為第5期活化歷史建築伙伴計劃，而珠海學院亦有意入標參與。
2018年7月，發展局公佈活化為「屯門心靈綠洲」，承辦機構將舉辦平衡身心發展的工作坊、講座和課程供市民減壓。場內將設有一間餐廳提供啹喀食品，讓公眾體驗啹喀士兵的飲食文化，也有工作坊和導賞介紹軍營和屯門區歷史。

## 清拆範圍
軍營部分範圍早在2010年代重建為入境事務學院及珠海學院新校舍。到2015年，餘下部分被改劃為住宅用地拍賣，原有多間半圓頂的鐵皮屋在2016年拆卸。

## 相關參見
- 掃管軍營